# Evelyn King
Evelyn „Champagne” King (ur. 1 lipca 1960 w Nowym Jorku) – amerykańska wokalistka muzyki disco i post-disco.

## Dyskografia
Albumy
- 1977 Smooth Talk  (#14 Billboard 200)
- 1979 Music Box (#35 Billboard 200)
- 1980 Call on Me (#124 Billboard 200)
- 1981 I'm in Love (#28 Billboard 200)
- 1982 Get Loose (#27 Billboard 200)
- 1983 Face to Face (#91 Billboard 200)
- 1984 So Romantic (#203 Billboard 200)
- 1988 Flirt (#192 Billboard 200)

Single
- 1978 „Shame” (#9 Hot 100)
- 1978 „I Don't Know If It's Right” (#23 Hot 100)
- 1979 „Music Box” (#75 Hot 100)
- 1981 „I'm in Love” (#40 Hot 100)
- 1982 „Love Come Down” (#17 Hot 100)
- 1982 „Betcha She Don't Love You” (#49 Hot 100)
- 1983 „Action” (#75 Hot 100)
- 1985 „Your Personal Touch” (#86 Hot 100)